# 사하·한국학교
사하·한국학교(러시아어: Саха-корейская школа)는 러시아 사하 공화국에 있는 야쿠츠크에 소재한 한국학교이다. 현재 초등학교부터 중학교까지의 과정을 운영하고 있다.

## 연혁
- 1994년 : 개교